# Khust
Khust (tiếng Ukraina: Хуст) là một thành phố của Ukraina. Thành phố này thuộc tỉnh Zakarpattia. Thành phố này có diện tích ? km2, dân số theo điều tra dân số năm 2001 là 29080 người.
Sau khi 1920, khi thành phố là một phần của Tiệp Khắc, một khu vườn mô hình (Masaryk thuộc địa) được xây dựng ở đó.

## Khí hậu
Khust có khí hậu đại dương (phân loại khí hậu Köppen Cfb).
| Dữ liệu khí hậu của Khust               | Dữ liệu khí hậu của Khust | Dữ liệu khí hậu của Khust | Dữ liệu khí hậu của Khust | Dữ liệu khí hậu của Khust | Dữ liệu khí hậu của Khust | Dữ liệu khí hậu của Khust | Dữ liệu khí hậu của Khust | Dữ liệu khí hậu của Khust | Dữ liệu khí hậu của Khust | Dữ liệu khí hậu của Khust | Dữ liệu khí hậu của Khust | Dữ liệu khí hậu của Khust | Dữ liệu khí hậu của Khust |
| Tháng                                   | 1                         | 2                         | 3                         | 4                         | 5                         | 6                         | 7                         | 8                         | 9                         | 10                        | 11                        | 12                        | Năm                       |
| --------------------------------------- | ------------------------- | ------------------------- | ------------------------- | ------------------------- | ------------------------- | ------------------------- | ------------------------- | ------------------------- | ------------------------- | ------------------------- | ------------------------- | ------------------------- | ------------------------- |
| Trung bình ngày °C (°F)                 | −2.8 (27.0)               | −0.6 (30.9)               | 4.4 (39.9)                | 10.2 (50.4)               | 15.1 (59.2)               | 18.0 (64.4)               | 19.6 (67.3)               | 19.2 (66.6)               | 15.3 (59.5)               | 10.1 (50.2)               | 4.3 (39.7)                | −0.1 (31.8)               | 9.4 (48.9)                |
| Lượng Giáng thủy trung bình mm (inches) | 47 (1.9)                  | 41 (1.6)                  | 41 (1.6)                  | 50 (2.0)                  | 74 (2.9)                  | 93 (3.7)                  | 80 (3.1)                  | 72 (2.8)                  | 48 (1.9)                  | 45 (1.8)                  | 52 (2.0)                  | 62 (2.4)                  | 705 (27.7)                |
| Nguồn: Climate-Data.org                 |                           |                           |                           |                           |                           |                           |                           |                           |                           |                           |                           |                           |                           |